# Мілан Фукал
Мілан Фукал (чеськ. Milan Fukal, нар. 16 травня 1975, Яблонець-над-Нисою) — чеський футболіст, що грав на позиції захисника.
Виступав, зокрема, за німецькі клуби «Гамбург» та «Боруссія» (Менхенгладбах), а також національну збірну Чехії.

## Клубна кар'єра
Народився 16 травня 1975 року в місті Яблонець-над-Нисою. Вихованець юнацьких команд футбольних клубів «Сокол» (Коконін) та «Яблонець».
У дорослому футболі дебютував виступами за нижчолігові чеські клуби «Карлові Вари», «Мельник», «Чеський Брод», «Пелікан» (Дечин) та «Богеміанс 1905».
У сезоні 1996/97 центральний захисник повернувся до «Яблонця», у складі якого дебютував у вищому дивізіоні. Талановитого захисника з хистом до голів на останніх хвилинах помітила «Спарта» (Прага), куди Мілан перейшов у 1999 році. З командою 2000 року Фукал виграв чемпіонат Чехії.
Після вдалої гри на Євро-2000 привернув увагу німецького клубу «Гамбург», до якого незабаром і перейшов. Відіграв за гамбурзький клуб наступні чотири сезони своєї ігрової кар'єри. У 2004 році він перейшов до іншої місцевої команди «Боруссія» (Менхенгладбах), де провів ще два роки. Загалом Фукал провів 109 ігор у Бундеслізі та забив 9 голів.
У 2006 році Фукал повернувся до «Яблонця». У липні 2008 року він знову переїхав за кордон і перейшов до команди австрійської Бундесліги «Капфенберг».
Після трьох років у «Капфенберзі» Мілан Фукал повернувся на батьківщину на сезон 2011/12 і підписав однорічний контракт із клубом «Градець-Кралове», де носив капітанську пов'язку, але перед закінченням сезону 2012/13 новий тренер Любош Прокопец виключив його зі складу.
У липні 2013 року переїхав до Верхньої Австрії, де став грати у п'ятій лізі за клуб «Естернберг», завершивши там ігрову кар'єру 2018 року у віці 43 років і повернувся на батьківщину.

## Виступи за збірні
Протягом 1996—1997 років залучався до складу молодіжної збірної Чехії. На молодіжному рівні зіграв у 7 офіційних матчах.
Не зігравши жодного матчу у складі національної збірної Чехії Фукал потрапив у заявку команди на Кубок конфедерацій 1997 року у Саудівській Аравії. Там в матчі за третє місце 21 грудня 1997 року проти Уругваю, який збірна Чехії перемогла з рахунком 1:0 та виборола бронзові медалі, Мілан Фукал дебютував за збірну, відігравши повний матч  і на 67-й хвилині отримав жовту картку.
Свій перший гол у національній збірній забив 29 березня 2000 року в товариському матчі проти Австралії (3:1). Того ж року тренер Йозеф Хованець включив його до складу збірної на чемпіонат Європи 2000 року у Бельгії та Нідерландах. На цьому турнірі чехи посіли 3 місце у своїй групі, а сам Мілан зіграв у двох із трьох матчів своєї команди.
20 листопада 2002 року Фукал був капітаном збірної у матчі проти Швеції (3:3) в Тепліце, отримавши капітанську пов'язку від Павела Недведа на 68-й хвилині. В цій же грі він забив свій другий і останній матч за збірну. Останній матч за збірну провів 30 квітня 2003 року в товариській грі проти Туреччини (4:0). Загалом протягом кар'єри в національній команді, яка тривала 7 років, провів у її формі 19 матчів, забивши 2 голи.

## Досягнення
- Володар Кубка Чехії: 1998
- Переможець Чемпіонату Чехії: 2000
- Володар Кубка німецької ліги: 2003